# Amreli
Amreli és una ciutat i municipalitat del districte d'Amreli a la regió de Saurashtra a la península de Kathiawar, estat de Gujarat, Índia, a la riba del riu Thebi. Al cens del 2001 la població era de 95.307 habitants. El 1881 tenia 13.642 habitants i el 1901 eren 17.977 habitants.

## Temples i llocs d'interes
- Nagnath
- Gayatri
- Shreenathji Haveli
- Tulsi-Shyam
- Una
- Delvada
- Kankai

## Història
Se suposa que és la ciutat esmentada com Anumanji el 534, que més tard es va dir Amlik i després Amravati. L'antic nom en sànscrit fou Amarvalli. Se suposa que fou poblada pels kathis, arribats al segle XIV segurament expulsats pels musulmans perquè eren nòmades adoradors del sol, i que van donar nom a Kathiawar.
El sepanati Khande Rao Dabhade i el seu lloctinent Damaji Gaikwar van dirigir les primeres incursions marathes a la zona, però fins al temps de Damaji Gaikwar II (1732-1768) el país no fou sotmès o posat sota tribut compartit amb el peshwa (1752-1753). Des d'aquest temps les forces del peshwa i del gaikwar (o gaikowar) van recollir conjuntament els tributs; el 1799 els gaikowar va llogar la part del peshwa però a causa de les dificultats de recaptació va fer acords amb els britànics; el coronel Walker, el resident a Baroda, i el general Vithal Rao Devaji en nom del gaikowar, van entrar a Kathiawar el 1807 i van signar acords amb els principals prínceps locals (conegut com a "Pactes del Coronel Walker"). El 1814 l'acord de lloguer es va acabar i el peshwa va enviar els seus oficials a recaptar els tributs fet que va derivar en una doble imposició a més de la negació de part dels drets que exercia el gaikowar. Però la caiguda del peshwa el 1818 va donar als britànics els seus drets sobre aquestos tributs i el gaikowar va haver de renunciar als territoris excepte els d'Amreli i Okhamandal que li foren reconeguts com a possessió.
El 1947 es va formar la confederació de Saurashtra (uns 260 principats) però Baroda va quedar dins de l'estat de Bombai (1948) i després del de Gujarat (1960). El primer primer ministre de Gujarat, Jivaraj Mehta, era nadiu de la ciutat.